# Коле Тене (Латина)
Коле Тене је насеље у Италији у округу Латина, региону Лацио.
Према процени из 2011. у насељу је живело 273 становника. Насеље се налази на надморској висини од 247 м.